# Safaa Kumani
Safaa Kumari (Alepo, 1963) es una viróloga vegetal siria. Es conocida por desarrollar una variedad de haba resistente a la enfermedad del virus del amarillamiento necrótico del haba.

## Trayectoria
Nació en 1963 en Alepo. Se crio en Alepo y tiene varios hermanos. Entre 1982 y 1985 estuvo en la Universidad de Alepo, donde estudió en la facultad de Agricultura.
Comenzó a estudiar un virus que se propagaba desde Etiopía y que afectaba a las lentejas, las habas y los garbanzos, importantes plantas alimenticias, lo que resultaba devastador para las familias con bajos ingresos que dependían de estas legumbres como «la carne de los pobres». Curiosamente, la causa está relacionada con el cambio climático. El cambio de temperaturas favorece el auge de la población de pulgones, que propagan el virus mucho más ampliamente. Descubrió una variedad de haba resistente al virus de amarillamiento necrótico del haba (FBNYV).
Vivía en Alepo durante la guerra de Siria. Había salido para asistir a una conferencia en Addis Abeba cuando le dijeron que su familia estaba huyendo. A su familia le habían dado diez minutos para abandonar su casa. Decidió arriesgar su vida viajando a Damasco y luego en coche para rescatar las semillas resistentes a la enfermedad. Las semillas estaban almacenadas en casa de su hermana, en el centro de Alepo. Recogió las semillas y viajó al Líbano. Su siguiente tarea fue tomar los rasgos de resistencia que había encontrado y transferirlos a una variedad productiva.
Inmediatamente se puso a trabajar en su nuevo hogar, y también se sumergió en la situación de la roya amarilla del trigo y la roya negra en el Líbano. Durante este tiempo reunió pruebas definitivas de que el Ug99 aún no había llegado al país.
En 2020, fue reconocida en la lista de las 100 mujeres de la BBC. Dos mujeres de Siria entraron en la lista; la otra era la cineasta Waad Al Kateab. Para entonces ya trabajaba en Líbano. Allí trabajaba en el Centro Internacional de Investigación Agrícola en Zonas Áridas (ICARDA), en el valle de Beqa'a. El mismo mes de su premio, los investigadores anunciaron que se había observado el virus FBNYV en España.